# 沃爾塔特山脈
沃爾塔特山脈（德語：Wohlthatmassiv）是南極洲的山脈，位於毛德皇后地中部，長242公里、寬236公里，面積25,673平方公里，最高點海拔高度2,970米，由德國探險隊發現。
73°30′S 61°50′E / 73.500°S 61.833°E